# 전인
전인(田仁, ? ~ 기원전 91년)은 전한 중기의 관료로, 조국 형성현(陘城縣) 사람이다. 전숙의 막내아들로, 무고의 옥에 연루되어 죽었다.

## 생애
아버지 전숙이 노상을 지내다가 죽어 노나라에서 돈을 주니, 아버지의 명성에 해가 된다며 거절하였다.
장군 위청의 사인(舍人)으로서 흉노와 자주 싸웠고, 위청의 천거로 낭중(郞中)이 됐다. 승상장사가 됐다가 면직됐다. 하내 · 하남 · 하동 3군을 감독했고, 경보도위(京輔都尉)를 지냈다가 사직으로 옮겼다.
무고의 옥 당시 여태자가 군을 이끌고 승상 유굴리와 싸우다 져서 달아나자, 문을 걸어잠그고 태자를 달아나게 했다. 이 때문에 사건이 종료되고 연루자들을 처벌할 때 요참형에 처해졌다.